# Gualberto Villarroel López
Gualberto Villarroel López (Villa Rivero, Punata, Cochabamba, 15 de dezembro de 1908 — La Paz, 21 de julho de 1946) foi o trigésimo nono presidente da Bolívia, entre 20 de dezembro de 1943 e 21 de julho de 1946.

## Vida
Participou da Guerra do Chaco (1932 a 1935) contra o Paraguai, e constituiu uma geração de jovens oficiais de ideologia nacional-socialista, idealistas, que, inconformados com a derrota, assumiram o poder através de sucessivos golpes de estado, propondo reformas na arcaica estrutura política social boliviana. 
Deu suporte aos governos do Coronel David Toro Ruilova (1936-1937) e Coronel Germán Busch Becerra (1937-1939). Suicidado este em 23 de agosto de 1939, assume interinamente o Governo o General Carlos Quintanilla Quiroga (1939-1940), que convocou eleições e deu posse ao General Enrique Peñaranda Castillo(1940-1943), de tendências conservadoras. 
Por efeito de golpe de estado em 20 de dezembro de 1943, assumiu o poder o Major Gualberto Villaroel López aos 33 anos de idade. Governou em coalizão com o Movimento Nacionalista Revolucionário (Bolívia) (MNR) – partido liderado por Victor Paz Estenssoro, Hernán Siles Zuazo e Juan Lechín Oquendo, de tendências fascistas que tiveram grande influência na história subsequente, e introduziu grandes reformas de cunho político social na Bolívia: voto feminino, decretou o fim da pongueaje (prestação de serviços não remunerada, devida pelas comunidades indígenas aos proprietários das terras), organização do Congresso Indígena, e apoio à criação da Federação dos Mineiros, entre outras medidas que desagradavam à oligarquia, como a construção da primeira refinaria de petróleo boliviana. 
Convocou Assembleia Constituinte que o designou Presidente Constitucional em 5 de abril de 1945. 
No plano externo, distanciou-se dos Estados Unidos e aproximou-se do eixo, influenciado por ideias de Juan Domingo Perón.
O assassinato de opositores políticos, em fins de 1944, debilitou o governo. Villarroel recorreu ao autoritarismo e à intolerância, provocando descontentamento popular, vindo a renunciar ao seu mandato na manhã de 21 de julho de 1946. Preocupado com sua segurança, o exército lhe ofereceu escolta até a Base Aérea de El Alto para um possível exílio, tendo sido recusada.
A multidão constituída de operários e estudantes universitários incitada pelo PIR (Partido de Isquierda Revolucionária), invadiu sem resistência o desprotegido "Palácio Queimado", encontrando o ex-presidente em um cômodo, escondido. Lincharam-no e o defenestraram da sacada do palácio, pendurando-o, já morto, pelo pescoço, com o retrato de presidente em seu peito, em  poste de iluminação da Praça Murillo.

## Referência
1. 1 2  Revista História Viva, nº 40, pág. 74-79, Duetto, São Paulo, fevereiro (2007).

## Ligação externa
- "A luta para ser uma Nação"